# Dewey Beach
Dewey Beach es un pueblo ubicado en el condado de Sussex en el estado estadounidense de Delaware. En el año 2000 tenía una población de 301 habitantes y una densidad poblacional de 338.5 personas por km².

## Geografía
Dewey Beach se encuentra ubicado en las coordenadas 38°41′46″N 75°4′35″O / 38.69611, -75.07639.

## Demografía
Según la Oficina del Censo en 2000 los ingresos medios por hogar en la localidad eran de $79,471, y los ingresos medios por familia eran $97,505. Los hombres tenían unos ingresos medios de $56,563 frente a los $39,583 para las mujeres. La renta per cápita para la localidad era de $51,958. Alrededor del 1.9% de la población estaban por debajo del umbral de pobreza.